# パンデクテン方式
パンデクテン方式（パンデクテンほうしき）とは、民法典において、共通に適用される一般的な規定を「総則」などとして冒頭に配置し、個別の法律関係については体系的に整理してその後に規定するという構成をもつ法典の執筆方法である。日本の民法典は、パンデクテン方式によって構成・記述されている。対する形式がインスティトゥティオネス方式(de:Institutiones)。

## 具体例
日本の民法典の目次を見ると、まず「第一編　総則」とあり、以下「第二編　物権」「第三編　債権」「第四編　親族」「第五編　相続」と続く。「第一編　総則」の内容は、「人」「物」「法律行為」「時効」など、以降の編に共通の事項がまとめられている。さらに、各編の中でも「第一編　総則」の「第五章　法律行為」の第一節も「総則」が置かれ、「第二編　物権」の第一章に「総則」、という具合に、必要に応じて章・節を設定し、その章・節の中の共通部分も「総則」として前にくくりだされる。

## 成り立ち
パンデクテンとは、『ローマ法大全』のうち著名な法学者の学説を編纂した『学説彙纂』（がくせついさん、希 pandectes，羅 pandectae/digesta，独 Pandekten/Digesten）のことである。これはユスティニアヌス1世が530-533年に編纂させたローマ法大全４部のうちの１部であり「ディゲスタ法典」（Digesta）とも呼ばれる。パンデクテン（ディゲスタ法典）は古来よりのローマ法に関する判例や勅法などに対する学説を事例ごとに編集要約（「ダイジェスト」）したもので、現代で言うところの判例全集のようなものである。パンデクテンとはこのディゲスタ法典に対するドイツ語圏での呼称でありラテン語Pandectaeは「全て集めた物」会典、百科事典といった程度の意味。
ローマ法大全におけるパンデクテンはローマ市民法に関する判例や勅法に対する学説の要約であるため、現代で言うところの民法以外にも刑法や行政法、訴訟手続きなどを含んだ大部のもので、また現代言われる「パンデクテン方式」で編纂されたものではない。法律上の関心ごとに標題が立てられ、それに関する法令や判例が紹介され、学説がいくつか紹介されるという体裁を持つものである。
現代いわれる「パンデクテン体系（方式）」が研究されたのは1500年代から1800年代のドイツ法学界であり、とりわけ1800年前後の歴史法学を中心とする法と法学の刷新運動の中で理論的基礎づけが与えられ、洗練されていった。これらは「パンデクテン法学」(Pandektenwissenschaft) と称された。
パンデクテン法学においては法律学の学問化（＝科学化）が指向され、耳野健二によればイマヌエル・カントが示唆する所の《学問による法の体系化》が進んだ時代であり、多くの法学者により法の体系化（＝学問化）が試みられた。哲学的序論部分を冒頭に置き、個人の権利、財産法、家族法、国家法、国際法などと配列していく方式はこの時代に開発され、次第に洗練されてゆく。統治法と私法が分離され、刑法は民法と分離され、一般法が特別法と分離され、権利・義務、訴訟法がそれぞれ整理されていくのはこの時代である。
パンデクテン方式は、パンデクテン法学の代表的学者であるベルンハルト・ヴィントシャイト(de:Bernhard Windscheid)が著した『パンデクテン法教科書』で現在の配列として完成し、後にパンデクテン法学の成果として結実したドイツ民法典（1900年成立）で用いられたことから、この名で呼ばれる。
1896年（明治29年）に公布され1898年（明治31年）に施行された日本の民法典は、ドイツ民法典に先行して成立したものの、当時起草中であったドイツ民法典、特にドイツ民法典第一草案の影響を強く受け、パンデクテン方式によって構成・記述された。もっとも、その内容においては、フランス民法典や他の先進各国私法の影響も見られる。

## 利点
1. 特定の関心ごとに記述的に構成されているため、一見して必要な条文を検索しやすい。
2. 重複を少なくして、条文の数を少なくできる。
3. 実際の運用において条文の採用・不採用による解釈の幅を広くしやすく、類推適用の危険を冒す必要が少なく、法の統一性を保持しやすい。

## 欠点
1. 規範的、教科書的には記述されておらず、適切に利用するためには別途体系的な学習が必要となる。
2. ダイジェスト（要約）された記述であるため、該当部分の読解だけでは最終的な判例や学説を反映しない。初学者には誤った解釈を与え勝ちとなる。
3. 全体として百科事典的・網羅的であるため、現実の事案に適用する際には、必要な条項が散在してしまう。

## パンデクテン体系の立法例
パンデクテン体系の立法例とされるものは、ドイツ民法典、日本民法典、タイ民法典、ロシア民法典、ベトナム民法典、カンボディア民法典草案など。ヨーロッパ民法典（検討中）についても、基本的にパンデクテン体系に則った構想がある。
インスティトゥティオネス体系とされるものは、プロイセン王国のプロイセン一般ラント法典（1794年）、フランス民法典（1804年）、オーストリア一般民法典（1811年）などがある。もっとも、プロイセン一般ラント法は部分においては教授的・事例解説的・啓蒙的な記述がなされており必ずしもドイツ古来の祖法に則っていない点で規範的であるが、一方で王国法や封建法、教会法、刑法や民法、一部の手続法などを網羅した膨大な法令全書の性格を持ち、プロイセン国家における法令全集の性格を持つものであった。

## 備考
近代以前の法学においては複数領封間において適用すべき共通法（一般法）として、どの祖法、どの共通法を採用すべきかは重要な論点であり、大陸法諸国（諸封）においてはローマ法はその重要な法源であり、パンデクテンを参照すべきかインスティトゥティオネンを参照すべきかは契約や裁判において重要な論点であった。しかし現代法においてはあくまで法文全体の形式的・執筆形式の論点であり、パンデクテン方式で記述された（と学説的に解釈された）法律に特定の意味があるわけではなく、あくまで立法者の意思や伝統に対する敬意が尊重されているものである。また一方の形式で執筆された法典を他方に変更する場合、編立てや条文の位置、記述内容が大幅に影響を受けるという事情も大きい。パンデクテン体系の「総則」部分はいわゆる「インスティテュート（教授）」箇所であり、パンデクテンとインスティトゥティオネスは相対的なものに成りがちである。
パンデクテン方式の日本民法、インスティトゥティオネス方式のフランス民法、いずれもその条文を読み込むだけで初学者が全体像を理解することはほとんど不可能であるため、両方式の違いにどのような性格が生じるかは理解しがたい点であるが、それぞれの配列方式に準じた解説書（教科書）は随分とちがった性質のものとなる。